# Piotr Pec
Piotr Pec (ur. 27 lutego 1927, zm. 12 sierpnia 2014 w Toruniu) – polski działacz państwowy i wojskowy w stopniu pułkownika, nauczyciel akademicki, w latach 1982–1989 wicewojewoda toruński.

## Życiorys
Syn Jana i Marii. Podjął służbę w Ludowym Wojsku Polskim, doszedł do stopnia pułkownika. Zajął się także działalnością akademicką, uzyskał stopień doktora i został docentem na Uniwersytecie Mikołaja Kopernika w Toruniu. W latach 80. wchodził także w skład rady społecznej tej uczelni. Od 27 listopada 1982 do 30 lipca 1989 pełnił funkcję wicewojewody toruńskiego. Później przeszedł na emeryturę.
16 sierpnia 2014 pochowany na Cmentarzu św. Jakuba w Toruniu.